# NGC 3785
NGC 3785 is een lensvormig sterrenstelsel in het sterrenbeeld Leeuw. Het hemelobject werd op 28 april 1881 ontdekt door de Franse astronoom Édouard Jean-Marie Stephan.

## Synoniemen
- UGC 6620
- MCG 5-28-7
- ZWG 157.8
- PGC 36148